# Erben Wennemars
Erben Wennemars, född den 1 november 1975 i Dalfsen, Nederländerna, är en nederländsk skridskoåkare.
Han tog OS-brons i herrarnas lagtempo och OS-brons på 1 000 meter i samband med de olympiska skridskotävlingarna 2006 i Turin.